# Naoya Takahashi
Naoya Takahashi (髙橋 直也 Takahashi Naoya?, nacido el 28 de mayo de 2001 en Osaka) es un futbolista japonés que juega como centrocampista en el Shonan Bellmare de la J1 League.
En 2019, Takahashi se unió al Gamba Osaka de la J1 League.

## Trayectoria

### Clubes
| Club        | País  | Año  |
| ----------- | ----- | ---- |
| Gamba Osaka | Japón | 2019 |

## Estadística de carrera

### J. League
| Club               | Año   | J. League | J. League | Copa J. League | Copa J. League | Total | Total |
| Club               | Año   | Part.     | Goles     | Part.          | Goles          | Part. | Goles |
| ------------------ | ----- | --------- | --------- | -------------- | -------------- | ----- | ----- |
| Gamba Osaka        | 2019  | 0         | 0         | 0              | 0              | 0     | 0     |
| Gamba Osaka sub-23 | 2019  | 11        | 0         | -              | -              | 11    | 0     |
| Total              | Total | 11        | 0         | 0              | 0              | 11    | 0     |